# From Dusk Till Dawn (film)
From Dusk Till Dawn is een Amerikaanse griezel-/actiefilm uit 1996, geregisseerd door Robert Rodriguez. De productie won Saturn Awards voor beste horrorfilm en hoofdrolspeler George Clooney en daarnaast de Silver Scream Award van het Amsterdam Fantastic Film Festival 1996.

## Verhaal
De film begint als een serieuze actiefilm. Na een bloederige overval dwingen de gebroeders Seth (George Clooney) en Richard Gecko (Quentin Tarantino) priester Jacob Fuller (Harvey Keitel) en zijn kinderen Scott (Ernest Liu) en Kate (Juliette Lewis) om hen in hun camper over de grens naar Mexico te smokkelen.
In Mexico aangekomen willen de Gecko's overnachten in de aftandse toplessbar Titty Twister, waar ze de volgende dag hebben afgesproken met hun contactpersoon. Ze willen dat de Fullers eerst nog een drankje drinken met ze voordat deze mogen gaan. Na middernacht breekt niettemin de hel los wanneer de aanwezige stripsters stuk voor stuk woeste vampiers blijken te zijn. Het gezelschap belandt samen met een paar andere bargasten in een gebarricadeerde kamer. Ze moeten in leven zien te blijven tot de zon opkomt.
Vanaf dat moment verandert From Dusk Till Dawn in een gewelddadige, plastische satire op vampierfilms.

## Rolverdeling
| Acteur            | Personage                       |
| ----------------- | ------------------------------- |
| George Clooney    | Seth Gecko                      |
| Quentin Tarantino | Richard Gecko                   |
| Harvey Keitel     | Jacob Fuller                    |
| Juliette Lewis    | Kate Fuller                     |
| Ernest Liu        | Scott Fuller                    |
| Salma Hayek       | Santanico Pandemonium           |
| Cheech Marin      | Carlos                          |
| Tom Savini        | Sex Machine                     |
| Danny Trejo       | Razor Charlie                   |
| Fred Williamson   | Frost                           |
| John Saxon        | FBI-agent Stanley Chase         |
| Michael Parks     | Texas Ranger Earl McGraw        |
| Kelly Preston     | Tv-reporter Kelly Houge         |
| John Hawkes       | Slijterij-verkoper Pete Bottoms |

Cheech Marin speelt een driedubbele rol. Hij is niet alleen Carlos waarmee de hoofdrolspelers in Mexico hebben afgesproken. Hij speelt ook de douanebeambte die de camper doorzoekt en de portier die de groep welkom heet voor de deur van de bar.